# アレクサンドラ・エルバキャン
- アレクサンドラ・エルバキャン
- アレクサンドラ・エルバキアン

アレクサンドラ・アサノヴナ・エルバキャン（ロシア語: Алекса́ндра Аса́новна Элбакя́н, アルメニア語: Ալեքսանդրա Էլբակյան, 1988年11月6日 - ）は、カザフスタン出身のコンピュータプログラマであり、著作権を無視して学術論文への自由なアクセスを提供するウェブサイトSci-Hubの創設者である。2018年に発表された研究によれば、Sci-Hubはほぼすべての学術文献へのアクセスを提供しているとされる。
エルバキャンは「科学の海賊女王」（Science's Pirate Queen）と称されている。2016年には、学術誌『ネイチャー』によって科学分野において「今年の10人」の一人として選出された。2011年以降、彼女はロシアに居住している。

## 幼少期
エルバキャンは1988年11月6日にカザフ・ソビエト社会主義共和国のアルマ・アタで生まれた。彼女は自身を多民族の混血であると認識しており、アルメニア系、スラブ系、アジア系のルーツを持つ。エルバキャンは優れたコンピュータプログラマであったシングルマザーのもとで育てられた。  
12歳でプログラミングを始め、HTMLでウェブページを作成し、後にPHP、Delphi、アセンブリ言語でコーディングを経験した。また、人工知能搭載のたまごっちを作ろうと試みた。14歳のときに最初のコンピュータハッキングを行い、SQLインジェクションを用いて自宅のインターネットプロバイダのすべてのログイン情報とパスワードを取得した。その後、クロスサイトスクリプティング型の脆弱性がさらに存在することに気付いた。彼女はこれらの問題をプロバイダに報告し、就職を希望したが実現せず、代わりにプロバイダーは彼女のインターネットアクセスを遮断した。
彼女は16歳のときに初めて出版社のウェブサイトをハッキングしたとブログに記している。その出版社はMIT Pressで、神経科学に関するオンライン書籍を出版していたが、ペイウォールの背後にあって彼女は支払うことができなかった。彼女はPHPプログラムを書き、ウェブサイトの脆弱性を悪用して書籍を支払うことなくダウンロードした。

## 学歴
2009年、彼女はサバエフ大学で計算機科学を専攻し、情報セキュリティを専門として学士号を取得した。彼女は脳波（EEG）を用いたパスワードに代わる認証手段としての可能性を研究した。論文執筆中にエルバキャンは、彼女の大学では多くの関連出版物にアクセスできなかったため、学術雑誌記事へのアクセスに関するペイウォールの問題を発見した。
その後はブレイン・コンピュータ・インターフェースの開発に関心を持つようになり、2010年にその研究のためフライブルク大学に参加した。この研究は最終的に、アメリカ合衆国のジョージア工科大学における神経科学のサマーインターンシップへと繋がった。同年、エルバキャンはハーバード大学で開催されたHumanity+サミットにおいて「Brain-Computer Interfacing, Consciousness, and the Global Brain」という題で講演を行った。エルバキャンの着想は、人間と機械のクオリアを融合させる新たなブレイン・マシン・インタフェースの開発であった。また彼女は、アリゾナ州ツーソンで開催されたツーソン会議において、「Consciousness in Mixed Systems: Merging Artificial and Biological Minds via Brain-Machine Interface」というポスター発表も行った。
2012年から2014年まで、彼女はモスクワのロシア国立研究大学経済高等学院で修士号課程に在籍していたが、中退した。2016年のインタビューによると、彼女の神経科学の研究は中断していたが、非公開の私立大学で科学史の修士課程に在籍しており、論文のテーマはサイエンスコミュニケーションであった。その後、彼女は宗教的な主題に関心を移し、2019年にはサンクトペテルブルク大学で聖書の言語をテーマとする言語学の修士号を取得した。

## Sci-Hub
エルバキャンによれば、Sci-Hubは「多くの研究者の脳を接続する」ため、グローバル・ブレインの簡易版であるという。
エルバキャンは2011年、カザフスタンに居住していたときにSci-Hubを開発した。このプロジェクトは、『サイエンス』の記者ジョン・ボハノンによって、「驚異的な利他主義の行為、あるいは巨悪の犯罪事業、見る者によって評価が分かれる」と評された。エルバキャンは、当初このスクリプトは、すべての科学を自由化するというグローバルな目的ではなく、学術論文へのアクセスを迅速かつ便利にすることを意図していたと述べている。
2015年、学術出版社エルゼビアが米国でSci-Hubを提訴した際、エルバキャンは裁判官に宛てて書簡を送り、プロジェクト開始の動機を説明した。それによれば、彼女は研究プロジェクトのために必要な何百本もの論文を個別に購入する資金がなかったため、それらを海賊行為によって入手せざるを得なかったという。彼女は同様の状況にある他者を助けるために自身のウェブサイトを設立した。この書簡の中でエルバキャンは、エルゼビア自身は論文の著者ではなく、本当の論文の著者に報酬を支払っていないこと、また「研究者コミュニティの一般的な意見として、研究論文は無料（オープンアクセス）で配布されるべきであり、販売されるべきではない」といった主張を述べている。
エルゼビアは彼女に対して差止命令および1,500万ドルの損害賠償を勝ち取った。この訴訟を受け、エルバキャンは犯罪人引渡しのリスクのために潜伏を続けている。また、他の出版社や他国でも、Sci-Hubおよびエルバキャンに対する訴訟が提起されている。
2023年2月17日、インドの裁判所は出版社側の代理人が提出したブロッキング申請を却下することを拒否した。ただし、エルバキャン側の弁護士は、経済的必要性という新たな法的戦略に基づく創造的な対応を進めている。また別件の裁判では、Sci-Hubの.SEドメインが「所有権確認プロセス」の成功により復活している。

## 見解
エルバキャンはオープンアクセス運動の強力な支持者である。彼女によれば、Sci-Hubは科学におけるオープンアクセスの原則を真に実現したものである。彼女は、科学はすべての人に開かれるべきであり、ペイウォールの背後にあるべきではないと考えている。
彼女は自らを敬虔な海賊であると述べ、著作権法がインターネット上での情報の自由な交換および知識の自由な配布を妨げていると考えている。2018年には、彼女はSci-Hubの支持者たちに対し、著作権法の改正を目指して地元の海賊党に参加するよう呼びかけた。
エルバキャンは共産主義の理想に触発されていると述べ、アイデアの共有が科学の進歩に不可欠であると考えている。2016年に『Vox』のインタビューで、彼女は「私は共産主義の理念が好きだ。知識は知的財産ではなく、共有されるべきであるという考えは非常に重要で、特に情報に関してはそうである。研究論文は科学におけるコミュニケーションの手段として用いられるが、“コミュニケーション”という言葉自体が共有を意味している」と述べている。彼女はまた、ロバート・キング・マートンの著作に言及しており、彼は共産主義を科学のエートスの一部とみなしていた。彼女によれば、知識はすべての人のものであるから、Sci-Hubは科学における共産主義のため、そして知識が企業の私有財産となっている現状に対抗して戦っているという。。
エルバキャンは自らを厳格なマルクス主義者とは見なしていない。彼女はロシア連邦共産党またはロシア海賊党への加入を望んでいたが、政党への所属はロシア国籍を持つ者に限定されているため、加入することができなかった。
エルバキャンは、学術知識への普遍的なアクセスが欠如していることは、国際連合の世界人権宣言第27条に違反していると主張し、Sci-Hubを正当化した。この条文には「すべて人は… 科学の進歩とその恩恵とにあずかる権利を有する。」と記されている。
彼女はまた、西側諸国に対抗できる強力な国家を支持しており、「ロシアと生まれ故郷のカザフスタンの科学者たちが、アメリカに『民主化』されたイラク、リビア、シリアの科学者たちのような運命を辿ることは望まない」と述べている。2012年にはプーチンの政治を支持していたが、2018年にはロシア海賊党への支持を表明しており、これはプーチンへの反対勢力にあたる。2022年のロシアのウクライナ侵攻の数か月前、インタビューでプーチンへの忠誠を問われた際、彼女はプーチンにもロシア自由主義反対派にも与していないと述べ、自身を共産主義者であると改めて表明した。
彼女は宗教についての研究も行っており、スターリンを科学の神であり、トート神およびキリスト教神の化身であると主張している。

## 論争
エルバキャンは、ロシアの科学界におけるリベラルで親西側の派閥と対立していた。インタビューによれば、彼女はリベラルな見解を支持する「科学の啓蒙家」たちからインターネット上で攻撃され、これが2017年にロシアでSci-Hubが数日間停止される原因となった。特に、エルバキャンはかつて存在したDynasty Foundation（2015年に閉鎖）およびその関係者に対して強く批判的であった。彼女はこの財団が政治的に偏っており、ロシアのリベラルな反体制派と関係しており、「外国の代理人」という法的定義に該当すると考えている。彼女の見解では、Dynastyの創設者は、自らの政治的見解に一致する研究者に資金を提供していたという。エルバキャンは、財団の活動を調査してその結果をオンラインで公開した後、Dynastyの支持者たちによるサイバーハラスメントキャンペーンの標的になったと述べている。
2019年12月、『ワシントン・ポスト』は、エルバキャンがロシア軍の情報機関GRUとの関係を疑われ、アメリカ国防請負業者から軍事機密を盗み出す目的で、アメリカ合衆国司法省による捜査対象となっていると報じた。エルバキャンはこれを否定し、Sci-Hubは「ロシアあるいは他国の情報機関とは一切直接的な関係がない」と述べている。ただし、「もちろん、間接的な支援がある可能性はある。寄付と同様に、誰でも送ることができ、それは完全に匿名なので、誰がSci-Hubに寄付しているのか私にはわからない。気づいていない支援があるかもしれない」とも述べている。また、「Sci-Hubのコードとデザインはすべて自分自身で作成しており、サーバーの設定も自分で行っている」と付け加えている。
2021年5月8日、エルバキャンはFBIが彼女のiCloudデータを取得するためにAppleに召喚状を送ったとTwitterに投稿した。このツイートにはAppleからの通知のスクリーンショットが添付されていた。このツイートはエドワード・スノーデンによってリツイートされ、彼は次のようにコメントした。「議会議員はこれについて調査を開始すべきだ。ジャーナリストはホワイトハウスや司法省に質問すべきだ。世界で最も重要な学術サイトの一つであるSci-Hubの創設者が、その活動のために迫害されるべきではない」。

## 評価と受賞

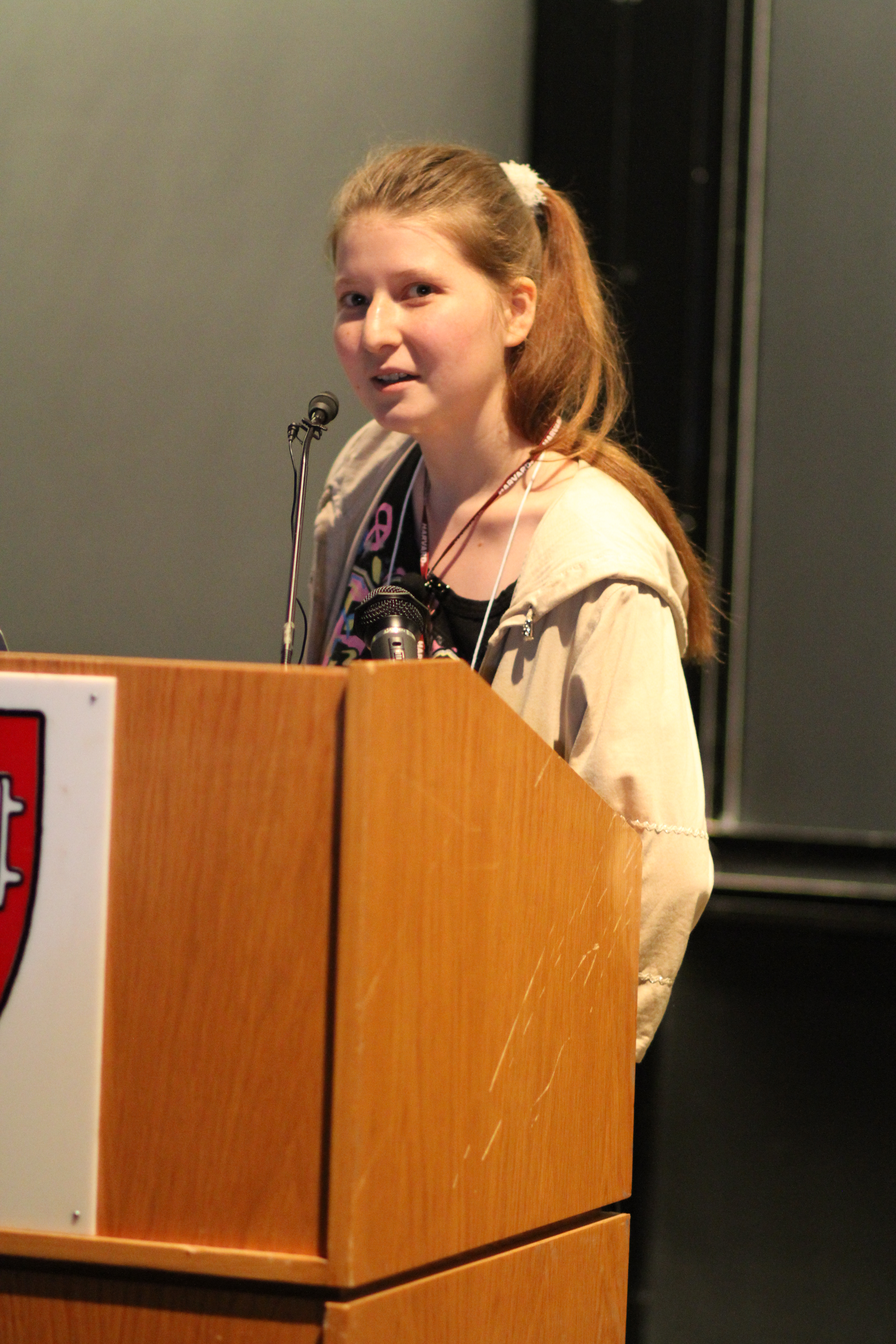
2010年にハーバード大学で講演するエルバキャン

2016年12月、『ネイチャー』はエルバキャンを「今年の10人」の1人として選出した。Sci-Hubを利用する研究者は、論文の謝辞欄でエルバキャンへの感謝を述べることが多い
Sci-Hubを創設した行為により、エルバキャンは一部の学者によりしばしば「英雄」と称されている。ノーベル賞受賞者のランディ・シェクマンもその一人である。
『Ars Technica』は彼女をアーロン・スワーツになぞらえ、、『ニューヨーク・タイムズ』は彼女をエドワード・スノーデンに例えている。エドワード・スノーデンは、Sci-Hubを世界の学術界にとって最も重要なウェブサイトの一つと認めている。
彼女はまた、現代の「ロビン・フッド」、「科学のロビン・フッド」、「科学の海賊女王」（Science's Pirate Queen）とも呼ばれている。
エルバキアンにちなみ、いくつかの生物種に彼女の名前が付けられている。
- 「Idiogramma elbakyanae」は、2017年にロシアとメキシコの昆虫学者によって発見された寄生蜂の一種である[70]。エルバキアンはこれに不快感を示し、「真の寄生者は学術出版社であり、Sci-Hubはむしろ科学情報への平等なアクセスのために戦っている」と述べた[71]。ロシアの昆虫学者はこれに対し、自身はSci-Hubを支持しており、命名は侮辱の意図ではなかったと返答した[72]。論文には「この種は、すべての研究者が科学知識にアクセスできるよう尽力したウェブサイトSci-Hubの創設者、カザフスタン／ロシア出身のアレクサンドラ・エルバキアンに敬意を表して命名された」と記されている[70]。

- 「Brachyplatystoma elbakyani」は、2020年にアルゼンチンの古生物学者によって発見されたナマズの絶滅種である[73][74]。

- 「Spigelia elbakyanii」は、2020年にメキシコで発見された顕花植物の一種である[75][76]。（当初はSpigelia elbakyaniiであったが、著者らは「女性（アレクサンドラ・エルバキアン）に献名する場合の正しい語尾は-iaeであり、-iiではない」として名称を変更した[77]）

- 「Amphisbaena elbakyanae」は、2021年に発見されたアシナシイモリの一種である[78]。

- 「Sibogasyrinx elbakyanae」は、2021年にロシアとフランスの研究者によって発見された深海の巻貝の一種である[79]。

- Hyloscirtus elbakyanae[80]

エルバキャンは二度にわたってジョン・マドックス賞にノミネートされ、最終候補に残った。一部の研究者は、エルバキャンの業績に対してノーベル賞を授与すべきであると主張している。野生動物科学者のT・R・シャンカル・ラマンはインタビューの中で次のように述べている。「私はノーベル賞のファンではない。なぜならそれには偏見があり、例えば女性の科学的貢献を十分に評価してこなかったからである。しかし、その目的が人類に最大の恩恵をもたらした者に授与することであるとするならば、アレクサンドラ・エルバキャンは間違いなくその条件を満たしている」。
2023年、エルバキャンは「すべての人々の自由、正義、革新を支える技術の実現を助ける重要な活動」に対して、電子フロンティア財団から科学知識へのアクセスに関する賞を授与された。

## 作品
- Elbakyan, Alexandra (2016年2月24日). “Why Sci-Hub is the true solution for Open Access: reply to criticism”. 2025年5月13日閲覧。
- Elbakyan, Alexandra (2016年5月20日). “Why Science is Better with Communism? The Case of Sci-Hub”.   Open Access Symposium 2016, University of North Texas. 2025年5月13日閲覧。
- Elbakyan, Alexandra (2009) "Электроэнцефалограмма человека как биометрическая характеристика в системах контроля доступа" [Human EEG as a biometric feature in access control systems] Bachelor Thesis, Satbayev University.
- Elbakyan, Alexandra (2019) "Образ Духа Божьего в текстах еврейской Библии" [Image of the Holy Spirit in Hebrew Bible texts] Master Thesis, Saint Petersburg State University.